# Henry Gage

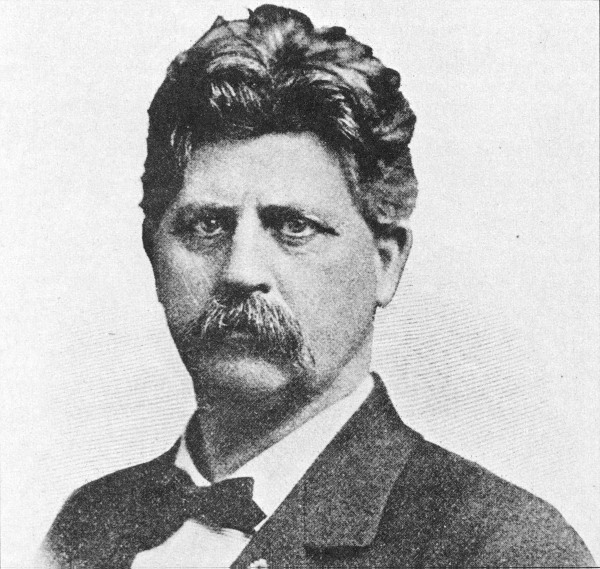
Henry Gage

Henry Tifft Gage (* 25. Dezember 1852 in Geneva, New York; † 28. August 1924 in Los Angeles, Kalifornien) war ein US-amerikanischer Politiker und der 20. Gouverneur des Bundesstaates Kalifornien sowie Botschafter der Vereinigten Staaten in Portugal.

## Frühe Jahre
Obwohl in Geneva, New York, geboren, verbrachte Henry Gage seine Jugend in East Saginaw (Michigan), wohin seine Eltern umgezogen waren. Er studierte Jura und wurde 1873 in Michigan als Rechtsanwalt zugelassen. Dort arbeitete er für ein Jahr in der Kanzlei seines Vaters, ehe es ihn nach Kalifornien zog, wo er sich in Los Angeles niederließ. Dort war er zwischen 1874 und 1877 als erfolgreicher Viehhändler tätig, der vor allem Schafe an die umliegenden Farmen verkaufte. Dann wandte er sich wieder der Justiz zu und eröffnete eine eigene Anwaltskanzlei, die aufgrund ihrer Erfolge vor Gericht bald großen Zulauf bekam und attraktive und reiche Kunden anzog. Zu diesen Kunden gehörte auch die Southern Pacific Railroad, die jahrzehntelang die Dienste von Gages Kanzlei in Anspruch nahm.

## Politischer Aufstieg
1881 begann seine politische Karriere. Er war als Mitglied der Republikanischen Partei zum Staatsanwalt der Stadt Los Angeles gewählt worden. 1888 war er Delegierter zur Republican National Convention in Chicago. 1891 ernannte ihn Präsident Benjamin Harrison zum Ankläger gegen die Besatzung des Dampfers Itata, der illegaler Waffenhandel vorgeworfen wurde. Der Vorfall stand im Zusammenhang mit einem zu der Zeit stattfindenden Bürgerkrieg in Chile. Um 1898 war Gage als äußerst erfolgreicher Rechtsanwalt bekannt, der in den höchsten Geschäfts- und Wirtschaftskreisen seines Staates verkehrte. Er war auch Eigentümer einer erfolgreichen Goldmine. 1898 nominierte ihn seine Partei für das Amt des Gouverneurs. Dabei wurde er auch von einem seiner besten Klienten, der Southern Pacific Railroad, unterstützt, die sich einerseits für die erwiesenen Dienste erkenntlich zeigte und die gleichzeitig einen der Eisenbahn freundlich gesinnten Gouverneur in Kalifornien sehen wollte, nachdem der bisherige Gouverneur James Budd ein entschiedener Gegner der großen Eisenbahngesellschaften und besonders der Southern Pacific Railroad gewesen war. Auch dank dieser Hilfe gelang es Gage, die Wahlen von 1898 zu gewinnen.

## Gouverneur von Kalifornien
Am 4. Januar 1899 wurde er als 20. Gouverneur seines Staates vereidigt. Schon in seiner Antrittsrede machte er deutlich, worauf es ihm ankam. Mit Blick auf die kürzlich von den Vereinigten Staaten im Krieg mit Spanien erworbenen Gebiete wie Hawaiʻi oder die Philippinen forderte er, das amerikanische Handelszentrum müsse nach Westen (Kalifornien) verschoben werden. Er sah große Zukunftschancen für den kalifornischen Handel und dessen Industrie und Wirtschaft ganz allgemein. Eine seiner ersten Amtshandlungen war die Wiedereröffnung der Staatsdruckerei, die sein Vorgänger aus Kostengründen hatte schließen lassen.

### Die Beulenpest-Affäre
Im Jahr 1900 wurde die Beulenpest in San Francisco eingeschleppt. Der Gouverneur und seine Freunde in Wirtschaft und Industrie beschlossen, die Sache zu vertuschen und den Ausbruch der Seuche abzustreiten, weil sie negative Auswirkungen auf die Wirtschaft und den Handel des Staates befürchteten. Eine Quarantäne wäre aus ihrer Sicht wirtschaftsschädigend gewesen. Die regierungsfreundlichen Zeitungen unterstützten den Gouverneur in diesem Bestreben und stritten ebenfalls den Ausbruch der Seuche ab.
Aufgrund der gefährlichen Lage erbaten führende Mediziner in San Francisco Hilfe bei der Bundesregierung. Nun musste Gage der Einsetzung einer medizinischen Untersuchungskommission zustimmen, die dann denn Ausbruch der Seuche bestätigte. Nun eskalierte der Streit erst recht. Gage bestritt die Ergebnisse der Kommission und untersagte ihr die Benutzung der medizinischen Fakultäten einschließlich der Labors der University of California, die Qualifikation der Kommissionsärzte wurde bestritten. Außerdem verbat sich der Gouverneur die Einmischung der Bundesregierung in innerstaatliche Probleme Kaliforniens.
Der Streit ging weiter, und die Seuche weitete sich 1901 und 1902 noch aus, während der Gouverneur weiterhin deren Existenz offiziell abstritt und sogar Pressezensuren verhängte, um die Berichterstattung zu unterbinden. Schließlich schloss er mit der Bundesregierung einen heimlichen Kompromiss, der die Abberufung von Joseph Kinyon zur Folge hatte, dem Leiter des Marine-Krankenhauses in San Francisco, der immer wieder auf die gefährliche Lage hingewiesen hatte. Damit war die Sache aber noch nicht beigelegt. Einige Nachbarstaaten Kaliforniens erwogen, den gesamten Staat Kalifornien unter Quarantäne zu stellen; schließlich bestand die Gefahr einer bundesweiten Ausweitung der Seuche.

### Unruhen im Hafen von San Francisco
Gages nächstes Problem waren Unruhen im Hafen von San Francisco. Dort waren Arbeiter aus sozialen Gründen in den Streik getreten, der sich schnell ausweitete. Es waren zeitweise bis zu 16.000 Mann im Ausstand. Es kam zu Unruhen und die Unternehmer forderten von Bürgermeister James D. Phelan, er solle beim Gouverneur um den Einsatz der Nationalgarde nachsuchen. Der Bürgermeister lehnte dieses Ansinnen jedoch ab. Als dann die Gewalttätigkeiten zunahmen, griff der Gouverneur persönlich ein. Er hat sich selbst als Streikender verkleidet, um sich einen persönlichen Überblick über die Lage zu verschaffen. Dann handelte er einen geheimen Kompromiss aus, der die Lage schließlich entschärfte.

### Ende der Amtszeit
Als die nächsten Wahlen im Jahr 1902 näher rückten, war der Konflikt um die Beulenpest noch immer nicht gelöst. Die Drohung anderer US-Bundesstaaten, über Kalifornien eine Quarantäne zu verhängen, hatte die alten Freunde des Gouverneurs aufgeschreckt. Eine solche Quarantäne hätte ihren Interessen weit mehr geschadet als das Eingeständnis der Existenz der Beulenpest. Allen voran die Pacific Railroad, aber auch andere frühere Verbündete von Gage betrachteten diesen nun nur noch als eine Peinlichkeit und ließen ihn fallen. Auf dem nächsten Wahlparteitag der Republikaner wurde er nicht mehr nominiert. Gage hielt bis zum Ende seiner Amtszeit an seiner Haltung in Bezug auf die Pest fest.

## Lebensabend und Tod
Nach seinem Ausscheiden aus dem Amt kehrte er nach Los Angeles zurück und wurde wieder als Anwalt tätig. 1909 ernannte ihn Präsident William Howard Taft zum Botschafter in Portugal. In dieser Funktion war er aber nur etwas mehr als fünf Monate tätig. Die politische Revolution in Portugal sowie der schlechte Gesundheitszustand seiner Frau zwangen ihn zur Aufgabe dieses Amtes. Er kehrte nach Kalifornien zurück, wo er am 28. August 1924 verstarb. Seit 1880 war er mit Francesca V. Rains, einer Angehörigen einer alten kalifornischen Familie, verheiratet. Das Paar hatte fünf Kinder.